# Waldo Fernández González
Waldo Fernández González (Monterrey, Nuevo León, 15 de mayo de 1971) es un político y empresario mexicano, integrante del partido Movimiento Regeneración Nacional (Morena). Fue diputado federal de 2015 a 2018.

## Biografía
Es licenciado en Derecho y Ciencias Sociales egresado de la Universidad Autónoma de Nuevo León (UANL), institución en la que también se ha desempeñado como docente. Tiene estudios de diplomados en Política y Estrategia de Defensa y Seguridad; y, en Seguridad Nacional.
En 2000 ocupó el cargo de gerente jurídico operativo de CEMEX, en 2001 fue director general de Modernización, Administración y Desarrollo en la Fiscalía Especializada para la Atención de los Delitos Electorales (FEPADE) de la Procuraduría General de la República (PGR) y en 2002 fue director general del Despacho Fernández, Fromow, Rivera y Asociados, S.A. de C.V. En 2009 fue director general del Centro de Integración Ciudadana, A.C. y de 2011 a 2013 fue miembro del Consejo Ciudadano de Seguridad Pública de Monterrey, Nuevo León. 
En 2015 fue postulado por el Partido de la Revolución Democrática (PRD) candidato a diputado federal por el principio de representación proporcional, siendo elegido a la LXIII Legislatura que concluiría en 2018. En esta legislatura ocupó los cargos de secretario de las comisiones de Hacienda y Crédito Público; para impulsar a estudiantes de altas capacidades intelectuales; y, Bicamaral de Seguridad Nacional; así como integrante de las comisiones de Participación ciudadana; de Economía; para el Funcionamiento de los organismos descentralizados y empresas de participación estatal mayoritaria con operaciones y contratos de infraestructura y servicios con particulares; y, de Justicia. Se separó del cargo mediante licencia del 15 de diciembre de 2017 al 31 de enero de 2018, y a partir del 1 de febrero de 2018.
En las elecciones de 2024 es postulado por la coalición Sigamos Haciendo Historia a Senador por Nuevo León primera fórmula, junto a Judith Díaz Delgado. Lograron el triunfo al recibir el 33.95% de los votos, frente al 32.14% recibido por la fórmula de Movimiento Ciudadano, encabezada por Luis Donaldo Colosio Riojas.